# 연제초등학교 (부산)
연제초등학교는 대한민국 부산광역시 연제구에 있는 공립 초등학교이다.

## 학교 연혁
- 1967년 11월 6일 연제국민학교 개교(설립인가 8월 9일)
- 1977년 9월 1일 연천국민학교 분리(15학급 1124명)
- 1979년 3월 1일 연동국민학교 분리(13학급)
- 1981년 3월 1일 거학국민학교(251명), 연산국민학교(263명) 분리
- 1995년 6월 30일 교구 확충(19,142,000)
- 1995년 8월 29일 교무실 컴퓨터 설치(2대)
- 1995년 8월 29일 교내방송시설 개수(7,672,000)
- 1996년 3월 1일 동부교육청으로 편입
- 2007년 3월 1일 동래교육청으로 편입
- 2009년 7월 30일 모듬학습실 완공
- 2009년 8월 30일 배수로 공사 완공

## 참고 자료
- 연제초등학교 - 한국교육학술정보원 학교알리미